# Col de Vergio
Col de Vergio (korsicky Bocca à Verghju) je sedlo v nadmořské výšce 1477 m ve vnitrozemí středomořského ostrova Korsika. Prochází jím silnice D84, která zde dosahuje nejvyššího bodu zpevněné komunikace na Korsice.

## Stavby
Na sedle stojí mohutná socha Krista Krále. Monolit z růžové korsické žuly o hmotnosti 25 tun a výšce 6 metrů vytvořil místní sochař Noël Bonardi roku 1984. Během letních prázdnin je v provozu stánek s občerstvením. Pod sedlem na severní straně je postaven hotel Castel Vergio.

## Přístup
Sedlem příčně prochází horská silnice spojující vnitrozemské město Corte a pobřežní Porto. Doprava po silnici je bezplatná. Sedlo je otevřené celoročně. Na sedle je bezplatné parkoviště. Jednou za den v létě sem jezdí autobus z Corte.
Podélně přes sedlo přechází dálková turistická trasa GR 20.